# 胡來貢
胡來貢（1538年—？），字從治，號順菴，山東萊州衛（在掖县）官籍，直隸泰州人，明朝政治人物。

## 生平
嘉靖四十年（1561年）辛酉科山東鄉試第十一名舉人。隆慶二年（1568年）中式戊辰科會試第二百二十七名，二甲第八名進士。授刑部主事，历官户部儧运郎中，五年（1571年）出任山西大同府知府，六年调平阳府，万历四年（1576年）六月升山西按察司副使，再升管粮右参政，八年十月调分守河東左参政，养病。九年十二月復补原官，分守岢岚兵备道，十年十一月升按察使，同月再升都察院右佥都御史、巡抚大同。十五年二月被劾去职。

## 事迹
萬曆十四年（1586年），胡來貢請改曲陽北嶽廟於浑源州，未獲准

## 家族
曾祖胡秀，百戶；祖父胡璉，百戶；父胡相，聽選官、贈大中大夫山西布政司左参政。前母曲氏，赠淑人；母張氏，封太淑人。兄来献、来仪（医官）、来聘（生员）。